# ASB Classic 2014 - Qualificazioni singolare
Le qualificazioni del singolare  dell'ASB Classic 2014 sono state un torneo di tennis preliminare per accedere alla fase finale della manifestazione. I vincitori dell'ultimo turno sono entrati di diritto nel tabellone principale. In caso di ritiro di uno o più giocatori aventi diritto a questi sono subentrati i lucky loser, ossia i giocatori che hanno perso nell'ultimo turno ma che avevano una classifica più alta rispetto agli altri partecipanti che avevano comunque perso nel turno finale.

## Teste di serie
1. Coco Vandeweghe (ultimo turno)
2. Sharon Fichman (qualificata)
3. Shelby Rogers (secondo turno)
4. Claire Feuerstein (primo turno)

1. Kristýna Plíšková (qualificata)
2. Irina Falconi (ultimo turno)
3. Lucie Hradecká (secondo turno)
4. Grace Min (ultimo turno)

## Qualificate
1. Kristýna Plíšková
2. Sharon Fichman

1. Anett Kontaveit
2. Sachie Ishizu

## Tabellone qualificazioni

### Sezione 1
|  | Primo turno         | Primo turno         | Primo turno         | Primo turno | Primo turno |  |  | Secondo turno | Secondo turno       | Secondo turno   | Secondo turno     | Secondo turno |   |   | Ultimo turno | Ultimo turno    | Ultimo turno | Ultimo turno | Ultimo turno |  |
|  |                     |                     |                     |             |             |  |  |               |                     |                 |                   |               |   |   |              |                 |              |              |              |  |
|  | 1                   | Coco Vandeweghe     | Coco Vandeweghe     | 7           | 6           |  |  |               |                     |                 |                   |               |   |   |              |                 |              |              |              |  |
|  |                     | Valerija Solov'ëva  | Valerija Solov'ëva  | 5           | 1           |  |  | 1             | Coco Vandeweghe     | Coco Vandeweghe | 6                 | 6             |   |   |              |                 |              |              |              |  |
|  | Irena Pavlović      | Irena Pavlović      | Irena Pavlović      | 7           | 6           |  |  |               | Irena Pavlović      | Irena Pavlović  | 2                 | 1             |   |   |              |                 |              |              |              |  |
|  | Michaëlla Krajicek  | Michaëlla Krajicek  | Michaëlla Krajicek  | 68          | 3           |  |  |               |                     |                 |                   |               |   |   | 1            | Coco Vandeweghe | 7            | 3            | 4            |  |
|  | Stéphanie Dubois    | Stéphanie Dubois    | Stéphanie Dubois    | 2           | 4           |  |  |               |                     | 5               | Kristýna Plíšková | 5             | 6 | 6 |              |                 |              |              |              |  |
|  | Julija Bejhel'zymer | Julija Bejhel'zymer | Julija Bejhel'zymer | 6           | 6           |  |  |               | Julija Bejhel'zymer | 6               | 62                | 2             |   |   |              |                 |              |              |              |  |
|  |                     | Sachia Vickery      | 6                   | 5           | 3           |  |  | 5             | Kristýna Plíšková   | 4               | 7                 | 6             |   |   |              |                 |              |              |              |  |
|  | 5                   | Kristýna Plíšková   | 3                   | 7           | 6           |  |  |               |                     |                 |                   |               |   |   |              |                 |              |              |              |  |

### Sezione 2
|  | Primo turno      | Primo turno      | Primo turno      | Primo turno | Primo turno |  |  | Secondo turno | Secondo turno    | Secondo turno    | Secondo turno    | Secondo turno    |   |   | Ultimo turno | Ultimo turno   | Ultimo turno   | Ultimo turno | Ultimo turno |  |
|  |                  |                  |                  |             |             |  |  |               |                  |                  |                  |                  |   |   |              |                |                |              |              |  |
|  | 2                | Sharon Fichman   | Sharon Fichman   | 7           | 6           |  |  |               |                  |                  |                  |                  |   |   |              |                |                |              |              |  |
|  |                  | Renata Voráčová  | Renata Voráčová  | 5           | 1           |  |  | 2             | Sharon Fichman   | Sharon Fichman   | 7                | 6                |   |   |              |                |                |              |              |  |
|  | Kristina Barrois | Kristina Barrois | Kristina Barrois | 6           | 6           |  |  |               | Kristina Barrois | Kristina Barrois | 5                | 4                |   |   |              |                |                |              |              |  |
|  | Chan Chin-wei    | Chan Chin-wei    | Chan Chin-wei    | 1           | 4           |  |  |               |                  |                  |                  |                  |   |   | 2            | Sharon Fichman | Sharon Fichman | 7            | 6            |  |
|  | WC               | Emma Hayman      | Emma Hayman      | 0           | 1           |  |  |               |                  |                  | Richèl Hogenkamp | Richèl Hogenkamp | 5 | 2 |              |                |                |              |              |  |
|  |                  | Richèl Hogenkamp | Richèl Hogenkamp | 6           | 6           |  |  |               | Richèl Hogenkamp | Richèl Hogenkamp | 6                | 6                |   |   |              |                |                |              |              |  |
|  |                  | María Irigoyen   | María Irigoyen   | 4           | 1           |  |  | 7             | Lucie Hradecká   | Lucie Hradecká   | 4                | 2                |   |   |              |                |                |              |              |  |
|  | 7                | Lucie Hradecká   | Lucie Hradecká   | 6           | 6           |  |  |               |                  |                  |                  |                  |   |   |              |                |                |              |              |  |

### Sezione 3
|  | Primo turno     | Primo turno            | Primo turno            | Primo turno | Primo turno |  |  | Secondo turno | Secondo turno          | Secondo turno          | Secondo turno | Secondo turno |   |    | Ultimo turno | Ultimo turno    | Ultimo turno    | Ultimo turno | Ultimo turno |  |
|  |                 |                        |                        |             |             |  |  |               |                        |                        |               |               |   |    |              |                 |                 |              |              |  |
|  | 3               | Shelby Rogers          | Shelby Rogers          | 6           | 6           |  |  |               |                        |                        |               |               |   |    |              |                 |                 |              |              |  |
|  |                 | Julia Cohen            | Julia Cohen            | 2           | 4           |  |  | 3             | Shelby Rogers          | Shelby Rogers          | 1             | 2             |   |    |              |                 |                 |              |              |  |
|  | Nicole Gibbs    | Nicole Gibbs           | 6                      | 3           | 2           |  |  |               | Anett Kontaveit        | Anett Kontaveit        | 6             | 6             |   |    |              |                 |                 |              |              |  |
|  | Anett Kontaveit | Anett Kontaveit        | 2                      | 6           | 6           |  |  |               |                        |                        |               |               |   |    |              | Anett Kontaveit | Anett Kontaveit | 6            | 7            |  |
|  | WC              | Abigail Guthrie        | Abigail Guthrie        | 4           | 2           |  |  |               |                        | 6                      | Irina Falconi | Irina Falconi | 3 | 68 |              |                 |                 |              |              |  |
|  |                 | Aleksandrina Najdenova | Aleksandrina Najdenova | 6           | 6           |  |  |               | Aleksandrina Najdenova | Aleksandrina Najdenova | 2             | 3             |   |    |              |                 |                 |              |              |  |
|  |                 | Xu Yifan               | 3                      | 6           | 2           |  |  | 6             | Irina Falconi          | Irina Falconi          | 6             | 6             |   |    |              |                 |                 |              |              |  |
|  | 6               | Irina Falconi          | 6                      | 3           | 6           |  |  |               |                        |                        |               |               |   |    |              |                 |                 |              |              |  |

### Sezione 4
|  | Primo turno   | Primo turno         | Primo turno         | Primo turno | Primo turno |  |  | Secondo turno | Secondo turno | Secondo turno | Secondo turno | Secondo turno |   |   | Ultimo turno | Ultimo turno  | Ultimo turno  | Ultimo turno | Ultimo turno |  |
|  |               |                     |                     |             |             |  |  |               |               |               |               |               |   |   |              |               |               |              |              |  |
|  | 4             | Claire Feuerstein   | Claire Feuerstein   | 2           | 4           |  |  |               |               |               |               |               |   |   |              |               |               |              |              |  |
|  |               | Aravane Rezaï       | Aravane Rezaï       | 6           | 6           |  |  | Aravane Rezaï | Aravane Rezaï | 6             | 3             | 65            |   |   |              |               |               |              |              |  |
|  |               | Sachie Ishizu       | 4                   | 7           | 6           |  |  | Sachie Ishizu | Sachie Ishizu | 3             | 6             | 7             |   |   |              |               |               |              |              |  |
|  | WC            | Sacha Jones         | 6                   | 64          | 4           |  |  |               |               |               |               |               |   |   |              | Sachie Ishizu | Sachie Ishizu | 6            | 6            |  |
|  | Paula Kania   | Paula Kania         | 6                   | 4           | 6           |  |  |               |               | 8             | Grace Min     | Grace Min     | 2 | 4 |              |               |               |              |              |  |
|  | Maria Sanchez | Maria Sanchez       | 4                   | 6           | 3           |  |  |               | Paula Kania   | 6             | 68            | 2             |   |   |              |               |               |              |              |  |
|  | WC            | Paige Mary Hourigan | Paige Mary Hourigan | 2           | 1           |  |  | 8             | Grace Min     | 3             | 7             | 6             |   |   |              |               |               |              |              |  |
|  | 8             | Grace Min           | Grace Min           | 6           | 6           |  |  |               |               |               |               |               |   |   |              |               |               |              |              |  |